# Йонатан Копелев
Йонатан Копелев (1 жовтня 1991) — ізраїльський плавець.
Чемпіон Європи з водних видів спорту 2012 року.